# (6443) Harpalion
(6443) Harpalion est un astéroïde troyen de Jupiter découvert en 1988.

## Description
(6443) Harpalion a été découvert le 14 septembre 1988 à l'Observatoire interaméricain du Cerro Tololo, un observatoire astronomique américain situé dans la vallée de l'Elqui, sur le Cerro Tololo, au Chili, par S. J. Bus.

### Caractéristiques orbitales
L'orbite de cet astéroïde est caractérisée par un demi-grand axe de 5,25 UA, un périhélie de 4,59 UA, une excentricité de 0,13 et une inclinaison de 9,50° par rapport à l'écliptique. Du fait de ces caractéristiques, à savoir un demi-grand axe compris entre 4,6 et 5,5 UA et un périhélie inférieur à 0,3 UA, il est classé, selon la JPL Small-Body Database, astéroïde troyen de Jupiter du camp troyen. Il est situé au point de Lagrange L5 du système Soleil-Jupiter.

### Caractéristiques physiques
(6443) Harpalion a une magnitude absolue (H) de 12,1 et un albédo estimé à 0,311.